# Савельевский сельсовет (Солнечногорский район)
Савельевский сельсовет — упразднённая административно-территориальная единица, существовавшая на территории Московской области в 1954—1963 годах.
Савельевский с/с был образован 14 июня 1954 года в составе Новопетровского района путём объединения Верхне-Васильевского, Верхуртовского, Долевского и Покоевского с/с.
10 июня 1958 года из Савельевского с/с в Нудольский были переданы селения Бодрово, Верхнее Васильевское, Минино и Нижнее Васильевское.
3 июня 1959 года Новопетровский район был упразднён и Савельевский с/с был передан в Рузский район.
16 сентября 1960 года Савельевский с/с был передан в восстановленный Истринский район.
1 февраля 1963 года Истринский район был упразднён и Савельевский с/с вошёл в Солнечногорский сельский район.
31 августа 1963 года Савельевский с/с был упразднён. При этом селения Верхуртово, Граворново, Зыково, Леоново, Лыщёво, Мазилово, Никитское, Родионцево и Ушаково были переданы в Бужаровский с/с, а Горки, Долево, Курово, Медведки, Малое Курсаково, Назарово, Парфёнки, Покосово, Савельево, Семенково и Шишаиха — в Ядроминский с/с.